# Asker
 Denne artikel omhandler den norske kommune Asker. Opslagsordet har også en anden betydning, se Asker (navn).
59°50′5″N 10°26′12″Ø / 59.83472°N 10.43667°Ø
Asker er en kommune i Akershus fylke i Norge. Den er forstadskommune til Oslo, og en del af befolkningen pendler hver dag dertil. Asker grænser op mod kommunerne Bærum, Lier og Nesodden (over Oslofjorden). Højeste punkt er Bergsåsen (også kaldt Hagahogget), der er 459 moh. Kommunen havde 94.471 indbyggere pr 1. januar 2020. Det oprindelige navn "Askar" kommer af flertalsformen af træsorten Ask. Den var en del af Viken fylke som blev etableret 1. januar 2020,men opløst fra 1. januar 2024.
Ved kommunalreformen i Norge 2020 blev Hurum og Røyken lagt sammen med Asker kommune.
Asker er et knudepunkt for tog, i og med at stationen er endestation for Spikkestadlinjen. Flytoget til Oslo Lufthavn, Gardermoen stopper på stationen. Asker Station er Norges femte største målt i antal rejsende.
Storgården Skaugum ligger i Asker; kronprinsfamiljen bor der.

## Geografi
- Åse: Skaugumsåsen (349 m.o.h.), Vardåsen (349 m.o.h.), Bergsåsen (458,7 m.o.h.), Furuåsen (458,4 m.o.h.), Haveråsen (439,5 m.o.h.) og Høgås (328 m.o.h.).
- Vassdrag: Askervassdraget, Neselvvassdraget, Årosvassdraget og Liervassdraget.
- Søer: Semsvannet, Tranevann, Finnsrudvannet, Brendsrudvannet, Hogstadvannet, Abbortjern, Drengsrudvann, Vardetjern, Bondivann, Oppsjø, Svarteputt, Padderudvannet, Ulvenvannet, Nordvannet, Svinesjøen, Verkensvannet, Gjellumvannet, Store Sandungen og Lille Sandungen.

### Klima
| Normaler for Asker (163 moh.) | Jan  | Feb  | Mar  | Apr | Maj | Jun  | Jul  | Aug  | Sep  | Okt | Nov | Dec  | År  |
| ----------------------------- | ---- | ---- | ---- | --- | --- | ---- | ---- | ---- | ---- | --- | --- | ---- | --- |
| Temperaturnormal (°C)         | −4,7 | −4,6 | −0,9 | 3,5 | 9,9 | 14,6 | 15,9 | 14,7 | 10,5 | 5,9 | 0,4 | −3,2 | 5,2 |
| Nedbør (mm)                   | 64   | 52   | 62   | 50  | 66  | 72   | 90   | 106  | 102  | 111 | 99  | 66   | 940 |

Det er foretaget meteorologiske målinger af Meteorologisk institutt i Asker siden 1913. Højeste og laveste officielt registrerede temperaturer i Asker er henholdsvis 33,0 grader, 11. juli 1941, i Sem og −36,5 grader, 19. januar 1941, i Dikemark.

### Geologi
Asker tilhører Oslofeltet, der er en gravsænkning i Osloområdet. Åse af basaltiske lavabjergarter præger landskabet og med kambrosilurske afsætningsbjergarter, der danner lavlandet med jordbrug og strandområder ned mod Oslofjorden.

### Delområder
Asker er inddelt i 16 delområder, hvis indbyggertal pr. 1 januar 2005 så således ud:
- Nesøya: 3.414
- Nesbru: 3.612
- Billingstad: 2.349
- Hvalstad: 2.002
- Skaugum: 2.047
- Sem: 982
- Syverstad: 1.872
- Fusdal: 4.054
- Sentrum: 2.363
- Drengsrud: 4.061
- Vettre: 5.357
- Borgen: 4.841
- Blakstad: 3.224
- Vollen: 3.167
- Heggedal: 4.716
- Solberg: 2.698

Totalt indbyggertal: 50.858

## Politik

### Valgresultatet af kommunalvalg 2015
| Parti                     | Procent | Procent | Stemmer | Stemmer | Sæder i by-/kommunestyret | Sæder i by-/kommunestyret | Medlemmer af formannskabet |
| ------------------------- | ------- | ------- | ------- | ------- | ------------------------- | ------------------------- | -------------------------- |
| Parti                     | %       | ±       | totalt  | ±       | totalt                    | ±                         | Medlemmer af formannskabet |
| Arbeiderpartiet           | 18,8    | -1,2    | 5373    | +2      | 9                         | -1                        | 2                          |
| Høyre                     | 47,7    | −4,2    | 13629   | -372    | 23                        | -2                        | 6                          |
| Venstre                   | 8,0     | +0,9    | 2287    | +263    | 4                         | +1                        | 1                          |
| Miljøpartiet De Grønne    | 7,2     | +7,2    | 2071    | +2071   | 3                         | +3                        | 1                          |
| Asker grønne venner       |         | -3,6    |         | -1041   |                           | -2                        |                            |
| Sosialistisk Venstreparti | 2,9     | 0       | 839     | +11     | 1                         |                           |                            |
| Kristelig Folkeparti      | 2,8     | +0,1    | 811     | +22     | 1                         |                           |                            |
| Fremskrittspartiet        | 7,8     | -0,2    | 2241    | -59     | 4                         |                           | 1                          |
| Senterpartiet             | 1,8     | +0,7    | 526     | +219    | 1                         | +1                        |                            |
| Pensjonistpartiet         | 1,8     | 0       | 521     | -7      | 1                         |                           |                            |
| Rødt                      | 1,0     | +0,1    | 275     | +28     |                           |                           |                            |
| Valgdeltagelse/Total      | 64,1 %  | 64,1 %  | 28709   | 28709   | 47                        | 47                        | 11                         |

Kilder: Regjeringen.no - valgresultat 2015 Arkiveret 19. januar 2022 hos  Wayback Machine, og Asker kommune Arkiveret 27. august 2013 hos  Wayback Machine.

## Historie
Askers historie kan føres tilbage til længe før Vikingetiden. Spor efter den tidligste bosætning findes i området omkring Asker Kirke og både ned mod Oslofjorden og op mod Skaugumsåsen og højderne omkring.

## Kultur
En række frivillige kulturorganisationer og foreninger hører til i Asker. Deriblandt lokale historieklubber, korgrupper og danse- og kunstforeninger. I kommunen er der også en række skolekorps. I centrum af byen ligger Asker Kulturhus med både biograf og bibliotek. Kommunen har også sit eget kulturråd, der arbejder for den kulturelle udvikling i Asker gennem samarbejde med organisationer, institutioner og enkeltpersoner.
Det norske kronprinsepar Haakon og Mette-Marit residerer på Skaugum, som ligger med flot udsigt over Asker og Oslofjorden.

## Personer fra Asker (askerbøringer)
- Arne Garborg († 1924), forfatter
- Hulda Garborg († 1934), forfatter
- Otto Valstad († 1952), maler
- Tilla Valstad († 1957), forfatter
- Einar Gerhardsen († 1987), arbejder i Veivesenet,[7] statsminister
- Pål Arne Fagernes († 2003)
- Jens Evensen († 2004), jurist, havrettsminister (Ap), dommer ved Den internasjonale domstolen i Haag.
- Erik Bye († 2004), sanger
- Arild Nyquist († 2004), forfatter
- Torbjørn Yggeseth († 2010), skihopper
- Prinsesse Ragnhild († 2012), voksede op i Asker [8]
- Hans-Christian Gabrielsen, industriarbejder (prosessoperatør), LO-leder,[9] født i Slemmestad i Røyken († 2021)
- Prinsesse Astrid (1932-), voksede op i Asker[10]
- Tore Sandberg (1944-), journalist
- Tor Fretheim (1946-), forfatter
- Vigdis Hjorth (1959-), forfatter
- Morten Harket (1959-)
- Helge Lund (1962-), chef i Statoil
- Simen Agdestein (1967-), skakspiller
- Kronprins Haakon Magnus (1973-)
- Monica Isakstuen (1976-), forfatter, voksede op i Asker[11]
- Siri Hall Arnøy (1978-), politiker, stortingsrepræsentant, voksede op i Asker
- Sander Berge (1998-)[12]
- Prinsesse Ingrid Alexandra (2004-), voksede op i Asker[13]